# Воєнні винаходи Леонардо да Вінчі

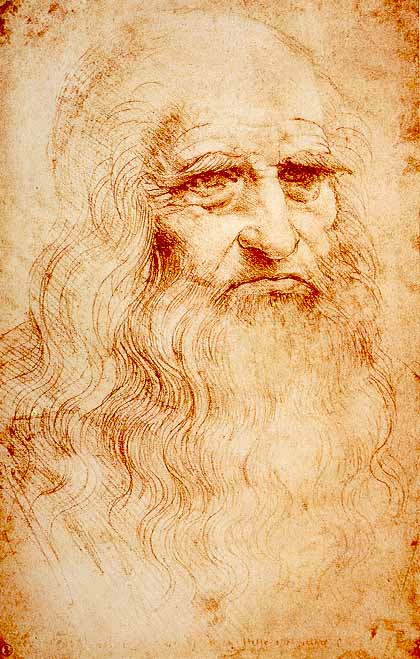
Леонардо да Вінчі 1452—1519, Автопортрет після 1512 року

Леонардо да Вінчі (15 квітня 1452 в Анкіано, коло Вінчі — 2 травня 1519 в замку Кло-Люсе, Амбуаз) прославився не тільки як художник, скульптор, архітектор і учений, але як військовий інженер і винахідник

## Метальна зброя

### Танк

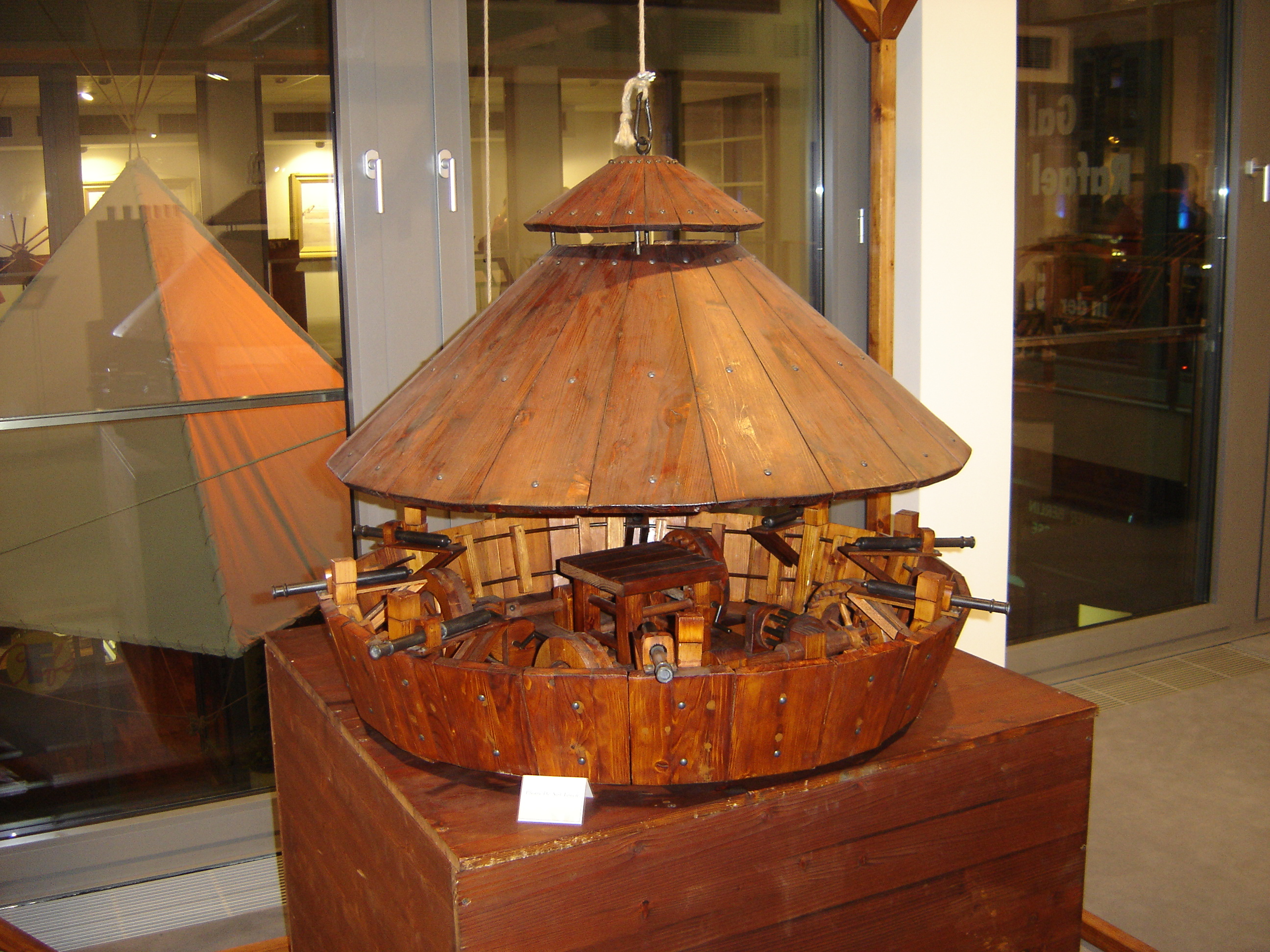
Модель танка да Вінчі

Працюючи у герцога Міланського Людовіко Сфорца, да Вінчі запропонував йому, схему військового апарата, яку сучасники називають прототипом танка. Це був подібний на таз фургон у формі черепахи, оснащений зі всіх сторін тридцяти шести пушками. В середині по ідеї повинно було бути вісім чоловік, які керували машиною, направляючи її в стрій ворожого війська. Машина рухалась завдяки зубчастим колесикам. Схема танку містить цікавий факт. Передні колеса на відміну від задніх рухалися в протилежну сторону. Це заважало руху танка. На думку істориків, да Вінчі зробив помилку свідомо, через те, що боявся Сфорцу, який міг збудувати по його схемах танк, що міг принести людям шкоди. По іншій версії він боявся, що схему захоплять вороги.

### Кулемет

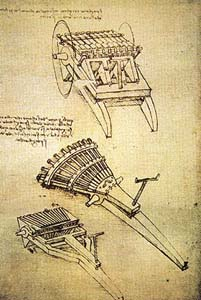
Варіанти кулеметів да Вінчі

Леонардо активно рекламував свої військово-технічні ідеї. Одна з них розкривала суть кулемета. Він не міг швидко випускати кулі з одного ствола. Але зате міг видавати залпи через короткі проміжки, тому для підвищення потужності і швидкості вогню він розташував віялом безліч стволів. Свій винахід да Вінчі назвав «Мушкет у вигляді орґанної труби». Механізм цього кулемета дуже простий. Він передбачав по одинадцять мушкетів на кожній прямокутній дошці. Всього було три дошки. Помістивши вал посередині, можна було б обертати всю цю штуковину так, щоб один набір з одинадцяти знарядь стріляв, поки два інших перезаряджаються. Після цього весь механізм перевертався і давав черговий залп.

### Гігантський арбалет

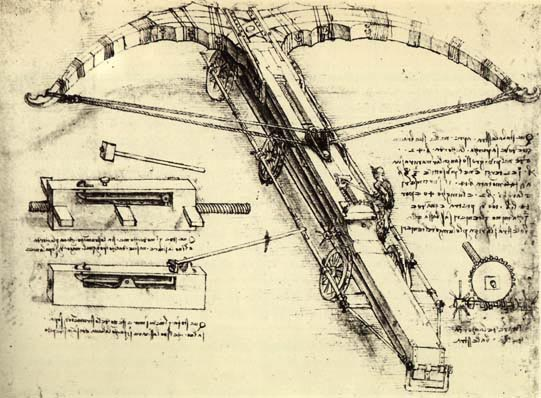
Малюнок гігантського арбалета да Вінчі

Це був гігантський арбалет, який мав убійну силу. Його довжина становила 24 м. Він повинен був встановлюватися на візок. Колеса візка кріпилися під кутом для додання їй стійкості при стрільбі. Стріла мала бути виготовлена із спеціальної секції, для міцності і гнучкості. Тятива натягувалась за допомогою спеціального кріплення.

### Скорострільний вогняний арбалет
Це був своєрідний механізм, що складався з колеса в середині якого із чотирьох сторін розміщувались арбалети. Чоловік, який знаходився в середині кола, мусив заряджати арбалети. Приціл наводився вручну. Перезарядка проходила автоматично в результаті крутіння колеса групою людей із зовні, котрих захищав дерев'яний щит.

### Катапульта з лебідкою
Катапульта мала гнучке плече, яке згиналось назад за допомогою ручної лебідки, а також ківш, куди по сходах поміщали камінь для кидка. Засув лебідки відкривався, звільняючи гнучке плече. Воно, у свою чергу, б'є по ковшу, і викидає камінь на велику відстань.

### Центрифуга із пращі
Принцип роботи цього апарата дуже простий. В результаті крутіння гвинтової осі, заряджені пращі швидко переходять з вертикального в горизонтальне положення, в якому робиться постріл.

## Пристрої для атаки та захисту укріплень

### Атакуючі пристрої
Да Вінчі, створив схему критого візка, що мав наблизитись до ворожої стіни, після чого при допомозі шнурків з нього можна було опустити мостик в те місце звідки солдатам було зручно проникнути на вороже укріплення. Також Леонардо намалював багато варіантів шнурових драбин, для нападу на ворожі укріплення. Ще одним винаходом був арочний міст у формі драбини, що робився із дерев і шнурків. Він призначався для форсування річок.

### Захисні пристрої
Окрім механізмів атаки, да Вінчі розробив механізми захисту. Для захисту укріплень, Леонардо розробив схему стержнів, які мусіли бути заховані в стіну. Коли противник поставить драбину і почне лізти по стіні, захисники укріплення за допомогою важеля, відсувають стержні з зовнішнього боку фортеці, і таким чином скидають драбини противників. Ще один пристрій да Вінчі складався з лез, які при обертанні скидали нападників вниз зі стіни. Також Леонардо розробив систему бомбард для атаки противника із середини укріплення.

## Воєнно-морська зброя

### Артилерія на кораблі
Да Вінчі пропонував встановити на кораблі велику мортиру на подобу ящика. Її крутяща основа повинна була вести ефективний обстріл. Також для морських битв Леонардо да Вінчі запропонував оснастити судно скорострільними легкими знаряддями — «circumfolgore». Це була платформа з встановленими на ній гарматами, що оберталася.

### Підводний човен
Леонардо да Вінчі розробив схему підводного човна, про яку на жаль мало, що відомо. На його думку, підводний човен потрібен був для того, щоб причепити спроектовану ним самим підводну міну до борта ворожого корабля. По іншій версії це мав зробити аквалангіст. Вперше цей прийом використали у США другої половини ХІХ ст., під час Громадянської війни.

### Водолазний костюм
Водолазний костюм був придуманий Леонардо для венеційців, яким постійно доводилося відбивати морські військові атаки. Костюм складався зі шкіри, шолом був оснащений скляними лінзами, взуття водолаза металевим вантажем. Водолази да Вінчі могли дихати за допомогою підводного дзвону з повітрям, надягали маски зі скляними отворами, крізь які можна було бачити під водою. В іншому варіанті концепту водолази могли дихати за допомогою винних бутлів, наповнених повітрям.

## Літальні апарати

### Орнітоптер
Спостерігаючи за польотом птахів та кажанів, да Вінчі розробив схему літального апарата. Орнітоптер піднімався в повітря, за допомогою рукоятки, яку мусить повернути пілот. Цей винахід демонструє глибоке розуміння аеродинаміки да Вінчі, і був прототипом сучасного дельтаплана.

### Вертоліт
Піднімати в повітря вертоліт да Вінчі мав великий гвинт, на лопаті якого була натягнута парусина. Передбачалося, що чотири повітроплавця, розкручуючи гвинт, могли б створити тягу і тиск на лопаті, які піднімуть вертоліт вгору.

### Парашут

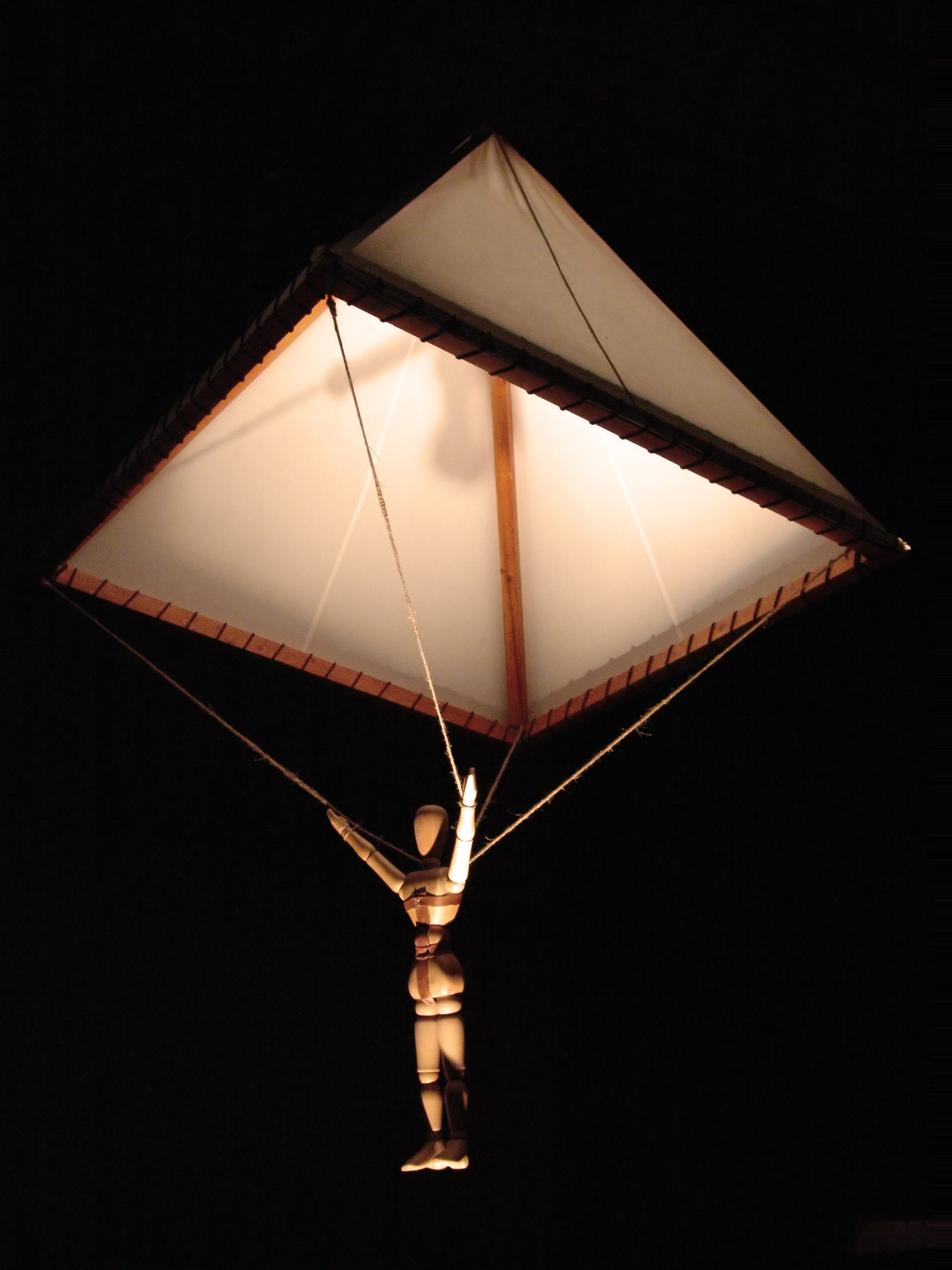
Макет парашута да Вінчі

Леонардо описав точні розміри пристрою для безпечного спуску з великої висоти за допомогою парашуту. Швейцарець Олів'є Тепп вирішив перевірити його на ділі і стрибнув з висоти 650 метрів з парашутом. За словами випробувача, стрибок був безпечним, але такий парашут практично не керований.

## Снаряди

### Кілевидні ядра
Експериментуючи з потоками води, Леонардо прийшов до висновку про вплив повітря на траєкторію польоту гарматних ядер. Для того, щоб пристосувати снаряди до повітря і траєкторії польоту, він розробив схему кілевидних ядер. Вони мали аеродинамічний контур та напрямні крила.

### Розривні ядра
Леонардо хотів застосовувати розривні гарматні ядра, якими стріляє велика мортира. Вони розриваються на безліч смертоносних шматків при ударі. Проте цей винахід був втілений у життя через півтора століття після смерті да Вінчі, французом Бернаром Рено д'Еліснгаре, на прізвисько «Маленький Рено», і вперше застосований у війні Франції з алжирськими піратами для бомбардування міста Алжир (28 жовтня 1681).

### Зброя «Cotombrot»
Це було гарматне ядро в пів фута шириною, начинений невеликими бомбами, зробленими з суміші паперу з сіркою, які чадять так, що змушують чхати, а посередині — порох, який підпалюють і від якого загоряються всі бомби перед кидком у ворожі ряди.

## Інші механізми

### Колісцевий замок

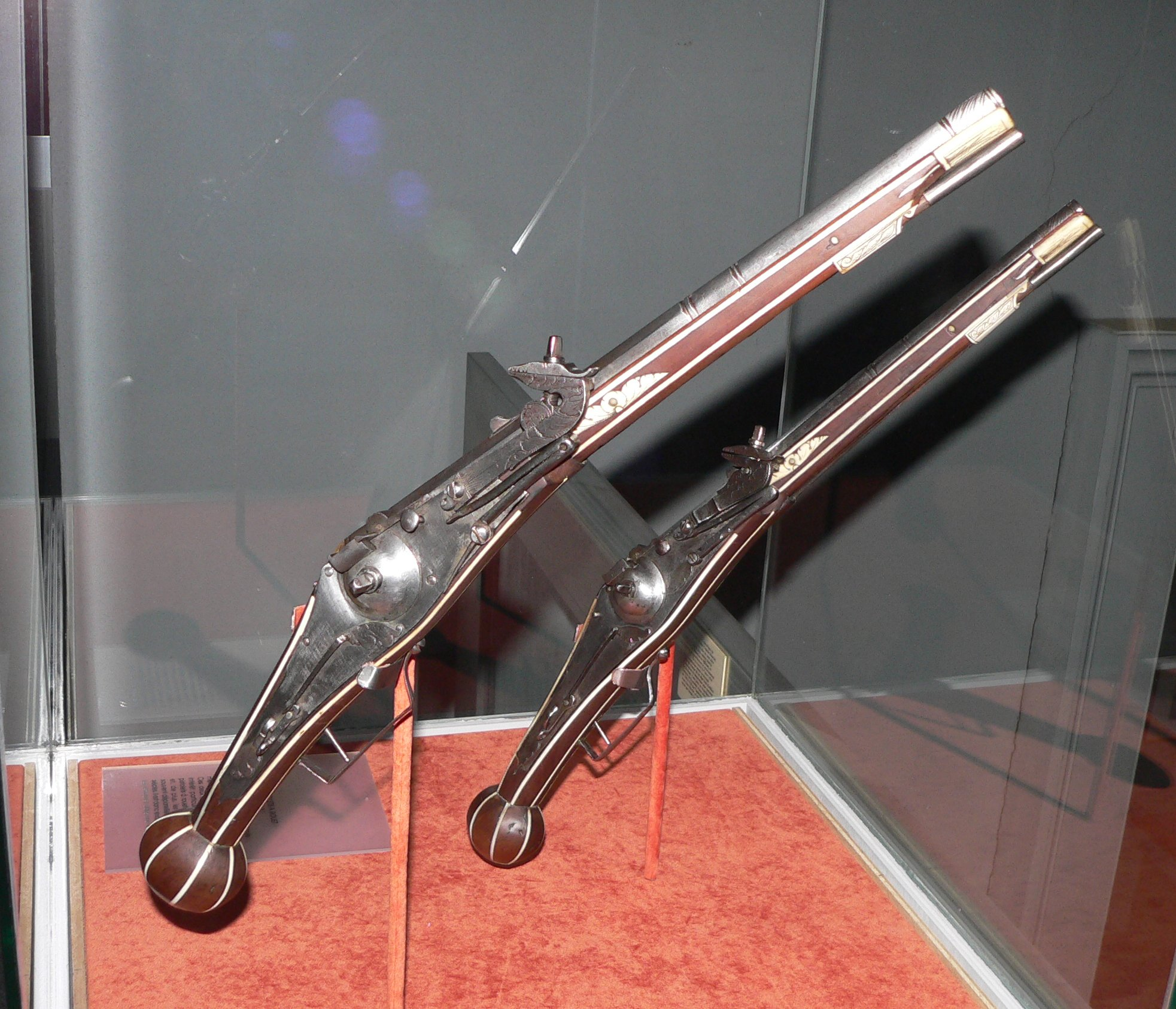
Пістолет з колісцевим замком

Це єдиний винахід да Вінчі, який почав застосовуватись ще при його житті, аж до XVIII століття. У своїй праці «Codex Atlanticus» Леонардо описав принцип колісцевого замка. Він полягав у тому, що спусковий механізм, розташований в центрі гвинтової пружини, яка ланцюгом з'єднується з колесом. Колесо при обертанні зачіпає кресало і висікає іскру.

### Колісниця з косами
Колісниці з косами, використовували у стародавній Персії, племенами Сахари і кельтами Британії. Леонардо да Вінчі, лише вдосконалив її. Його колісниця передбачала візок, на якому розміщувались коси, що приводились в дію рухом коней прив'язаних до візка. На коні сидів погонщик, який ними керував.

### Воєнний барабан

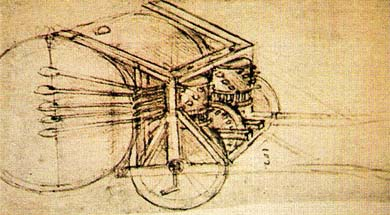
Малюнок воєнного барабану да Вінчі

Музику Леонардо вважав другий за значенням серед мистецтв після живопису. Він грав на лютні. Розповідають, що під час першого візиту до Людовіко або Моро в 1482 Леонардо тримав у руках срібну лютню. Він також застосовував музику в ході військових битв, розробивши схеми механізованих військових барабанів, які відбивали складний ритм в такт рухам осі вози.

### Робот
У 1495 році, да Вінчі розробив схему робота. За задумом, це мав бути манекен одягнутий у лицарські обладунки. Він міг рухатись, ходити, сидіти. Схема робота базувалась на анатомічних дослідженнях да Вінчі та «Вітрувіанській людині».